# Citromobile
Citromobile is een beurs voor Citroën-liefhebbers die voorheen werd gehouden in de Veemarkthallen in Utrecht. Vanaf 2011 wordt de beurs gehouden in Expo Haarlemmermeer.
Op de beurs kunnen liefhebbers van het merk Citroën terecht om andere Citroëns te bekijken, onderdelen te kopen etc. In 2006 werd het evenement door 10.000 bezoekers bezocht 1.